# Ансън (окръг, Северна Каролина)
Окръг Ансън (на английски: Anson County) е окръг в щата Северна Каролина, Съединени американски щати. Площта му е 1391 km², а населението – 25 448 души (2016). Административен център е град Уейдсбъро.